# Bao Xin
Bao Xin (152-192) est seigneur de Jibei dans la province de Qing et commandant impérial des Han. Il figure parmi la liste des leaders formant la ligue contre Dong Zhuo. Par jalousie envers Sun Jian, il se pressa d’attaquer Hua Xiong à la Passe de la Rivière Si afin de recevoir les mérites, mais fut toutefois défait. 
Plus tard, il reçut un ordre impérial de réprimer une rébellion des Turbans jaunes dans la région de Qingzhou avec Cao Cao. Il s’est battu jusqu’à la mort et peu après l’armée des Turbans Jaunes a été vaincue. Bien que Cao Cao ait effectué des fouilles afin de retrouver le corps de Bao Xin, celui-ci n’a jamais été retrouvé.